# Tricyphona (Pentacyphona) smithae
Tricyphona (Pentacyphona) smithae is een tweevleugelige uit de familie Pediciidae. De soort komt voor in het Nearctisch gebied.